# 乌尔里希·韦林
乌尔里希·韦林（德語：Ulrich Wehling，1952年7月8日—），德国男子北欧两项运动员。他曾代表东德参加1972年、1976年和1980年冬季奥林匹克运动会北欧两项比赛，获得三枚金牌。